# Kristjan Asllani
Kristjan Asllani, né le 9 mars 2002 à Elbasan en Albanie, est un footballeur international albanais qui évolue au poste de milieu défensif à l'Inter Milan.

## Biographie

### En club
Né à Elbasan en Albanie, Kristjan Asllani est formé en Italie, à l'Empoli FC. Avec les équipes de jeunes il remporte notamment le championnat de Primavera lors de la saison 2020-2021. Considéré comme l'un des joueurs les plus prometteurs du club, il est intégré à l'équipe première en 2020.
Asllani joue son premier match en professionnel le 13 janvier 2021, à l'occasion d'une rencontre de coupe d'Italie face au SSC Naples. Il entre en jeu à la place de Aleksa Terzić lors de cette rencontre perdue par son équipe (3-2 score final),.
Le 22 septembre 2021, il fait ses débuts en Serie A, contre le Cagliari Calcio. Il entre en jeu à la place de Nicolas Haas lors de cette rencontre remportée par son équipe sur le score de deux buts à zéro.
Le 30 juin 2022, Kristjan Asllani rejoint l'Inter Milan sous la forme d'un prêt d'une saison avec obligation d'achat.
Asllani rejoint ainsi définitivement l'Inter Milan à l'été 2023, il change alors de numéro de maillot, passant du 14 au 21.
Le 4 mars 2024, il inscrit son premier but pour l'Inter, lors d'une rencontre de championnat face au Genoa CFC. Titulaire, il ouvre le score et participe à la victoire de son équipe par deux buts à un,,.

### En sélection
Kristjan Asllani joue son premier match avec l'équipe d'Albanie espoirs le 8 juin 2021, lors d'un match amical face à la Bulgarie. Son équipe s'incline par quatre buts à zéro ce jour-là.
Kristjan Asllani honore sa première sélection avec l'équipe nationale d'Albanie le 26 mars 2022, à l'occasion d'un match amical contre l'Espagne. Il entre en jeu à la place de Qazim Laçi et son équipe s'incline par deux buts à un,.
Il est retenu dans la liste des 26 joueurs albanais du sélectionneur Sylvinho pour participer à l'Euro 2024.

## Palmarès
Inter Milan
- Championnat d'Italie
  - Vainqueur : 2024

- Supercoupe d'Italie (2) :
  - Vainqueur : 2022, 2023
- Coupe d'Italie (1) :
  - Vainqueur : 2023